# Tarlac

Tarlacs läge i Filippinerna

Tarlac är en provins i Filippinerna, belägen på ön Luzon. Tarlac ligger norr om huvudstaden Manila i regionen Central Luzon. Provinshuvudstaden är Tarlac. Norr om Tarlac ligger provinsen Pangasinan, i öst Nya Ecija, i syd Pampanga. I väst gränsar Tarlac med provinsen Zambales. Totalt har provinsen 1 196 600 invånare (2006) på en area av 3 053,4 km². De tre största språken i provinsen är tagalog, ilocano och kapampangan.

## Politisk indelning
Tarlac är indelat i 1 stad samt 17 kommuner.

### Stad
- Tarlac

### Kommuner
| - Anao - Bamban - Camiling - Capas - Concepcion - Gerona - La Paz - Mayantoc - Moncada | - Paniqui - Pura - Ramos - San Clemente - San Jose - San Manuel - Santa Ignacia - Victoria |